# Giovanni Battista Crescenzi

Stemma della famiglia dei Crescenzi

Giovanni Battista Crescenzi (1577 – 1635) è stato un pittore italiano e architetto del barocco, attivo a Roma e in Spagna, dove contribuì a decorare il Pantheon dei Re spagnoli presso El Escorial.

## Biografia
Salì alla ribalta come artista durante il regno di papa Paolo V, ma dal 1617 si trasferì a Madrid e dal 1620 in poi, fu attivo a El Escorial. Filippo III di Spagna gli conferì il titolo di marchese de la Torre, Cavaliere di Santiago.
La sua era una famiglia romana di primo piano. Suo fratello, Pier Paolo Crescenzi, era un cardinale. Sposò Anna Massima e suo figlio, Alessandro Agostino, divenne cardinale nel 1675, mentre un lontano nipote, Marcello, divenne cardinale nel 1743. Tra i suoi allievi vi furono  Bartolomeo Cavarozzi, Juan Fernández e Antonio de Pereda.